# Swamp Ophelia
Swamp Ophelia è il quinto album in studio del duo musicale statunitense Indigo Girls, pubblicato nel 1994.

## Tracce
1. Fugitive – 4:37 (Amy Ray)
2. Least Complicated – 4:12 (Emily Saliers)
3. Language or the Kiss – 5:35 (Saliers)
4. Reunion – 3:27 (Ray)
5. Power of Two – 5:22 (Saliers)
6. Touch Me Fall – 6:11 (Ray)
7. The Wood Song – 4:13 (Saliers)
8. Mystery – 4:04 (Saliers)
9. Dead Man's Hill – 4:43 (Ray)
10. Fare Thee Well – 4:01 (Saliers)
11. This Train Revised – 4:38 (Ray)

## Formazione
- Amy Ray - voce, chitarra acustica, chitarra elettrica
- Emily Saliers - voce, chitarra acustica, chitarra classica, chitarra elettrica, bouzouki